# Dawn of Chromatica
Dawn of Chromatica é o terceiro álbum de remixes da cantora e compositora americana Lady Gaga, lançado em 3 de setembro de 2021, pela Streamline e Interscope Records. Consiste em remixes de canções de seu sexto álbum de estúdio, Chromatica (2020).

## Antecedentes e produção
Em 2 de março de 2020, a cantora americana Lady Gaga anunciou que seu sexto álbum, Chromatica, seria lançado em 10 de abril. O álbum foi posteriormente adiado devido à pandemia de COVID-19, embora tenha sido lançado em 29 de maio de 2020.
Em 4 de abril de 2021, o produtor executivo do álbum, BloodPop, sugeriu a possibilidade de um álbum de remixes do Chromatica, pedindo ao seus seguidores no Twitter que sugerissem quais artistas eles gostariam de ver em tal projeto se ele existisse. Mais tarde, ele  marcou a cantora nipo-britânica Rina Sawayama, no tweet, que lhe respondeu com um emoji sorridente. Ele também confirmou que estava trabalhando com a cantora britânica Charli XCX em um remix do terceiro single do álbum "911", e que o álbum de remix incluiria uma versão inicial de "Babylon" que tinha como trilha sonora um anúncio para a marca de cosméticos de Gaga, Haus Laboratories. Em 8 de maio, o BloodPop revelou em seu Twitter que o músico americano Dorian Electra estaria no álbum. Durante uma entrevista no Brit Awards de 2021, Sawayama falou sobre o projeto, afirmando que "O desejo está na internet, e eu fiz minha parte, vamos apenas dizer isso. Portanto, está em andamento." Ela também deu a entender que a música em que apareceu era "Free Woman".
Em 12 de maio de 2021, Charli XCX anunciou que a produção do remix de "911" havia começado. Mais tarde naquele mês, a cantora britânica Bree Runway revelou que estava envolvida com o álbum de remix durante uma entrevista no The Jonathan Ross Show, enquanto em 10 de agosto, anunciando que ela apareceria em um remix de "Babylon" tweetando suas letras. Naquele mesmo dia, a cantora e rapper americana Ashnikko confirmou seu envolvimento com o projeto, e Gaga também comentou sobre o álbum pela primeira vez, dizendo que era "so f * cking fuego" ("Fogo pra caramba") em um tweet. Nas semanas que antecederam o anúncio do álbum, o cantor e drag queen Pabllo Vittar sugeriu que participaria de um remix da música "Fun Tonight", e o produtor americano Lil Texas confirmou seu envolvimento postando um pequeno trecho de seu remix de "Sine from Above". Outros contribuidores anunciados incluem a cantora britânica Shygirl e a produtora venezuelana Arca, que revelou no Discord que havia remixado o segundo single de Chromatica, "Rain on Me", que apresenta a cantora americana Ariana Grande. O remix de Arca mostra as músicas "Time" e "Mequetrefe" de seu quarto álbum de estúdio Kick I (2020), bem como a faixa de Changa tuki "Mételo Sácalo" do DJ Yirvin.8 O produtor americano Lsdxoxo, que remixou a abertura Chromatica, "Alice", descreveu seu remix como "Promiscuous Girl" no Twitter.
Em julho de 2021, a produtora e cantora canadense Grimes anunciou em seu Discord que havia produzido remixes dos três interlúdios apresentados no Chromatica. Ela mencionou que inicialmente perdeu o prazo para submetê-los à gravadora, mas depois especulou que devido ao atraso do projeto, haveria tempo. No entanto, após o anúncio oficial do álbum em 30 de agosto de 2021, ficou claro que as contribuições de Grimes não foram escolhidas. A produtora americana Jackie Extreme também contribuiu com um remix de "Sour Candy", mas sua versão não chegou ao corte final; ela compartilhou um trecho dele no Twitter um dia antes do lançamento do álbum.

## Lançamento
Dawn of Chromatica foi anunciado oficialmente em 30 de agosto de 2021 e lançado em 3 de setembro. Ficou disponívelem streaming, download digital e também uma edição em vinil.

## Lista de faixas
| N.º            | Título                                                                              | Compositor(es)                                                                                               | Duração |  |
| 1.             | "Alice" (Lsdxoxo remix)                                                             | Stefani Germanotta Michael Tucker Axel Hedfors Justin Tranter Johannes Klahr                                 | 2:40    |  |
| 2.             | "Stupid Love" (Couco Chloe remix)                                                   | Germanotta Max Martin Martin Bresso Tucker Ely Weisfeld                                                      | 2:36    |  |
| 3.             | "Rain on Me" (Arca remix; com Ariana Grande)                                        | Germanotta Grande Rami Yacoub Tucker Matthew Burns Nija Charles Bresso Alexander Ridha                       | 4:23    |  |
| 4.             | "Free Woman" (Rina Sawayama & Clarence Clarity remix)                               | Germanotta Tucker Hedfors Klahr                                                                              | 3:53    |  |
| 5.             | "Fun Tonight" (Pabllo Vittar remix)                                                 | Germanotta Tucker Burns Yacoub                                                                               | 2:20    |  |
| 6.             | "911" (Charli XCX & A.G. Cook remix)                                                | Germanotta Tucker Larry Vital Hugo Leclercq Tranter                                                          | 4:13    |  |
| 7.             | "Plastic Doll" (Ashnikko remix)                                                     | Germanotta Tucker Jacob Hindlin Yacoub Sonny Moore                                                           | 2:29    |  |
| 8.             | "Sour Candy" (Shygirl & Mura Masa remix; com Blackpink)                             | Germanotta Tucker Burns Yacoub Madison Love Hong Jun Park                                                    | 3:45    |  |
| 9.             | "Enigma" (Doss remix)                                                               | Germanotta Tucker Hindlin Burns                                                                              | 4:29    |  |
| 10.            | "Replay" (Dorian Electra remix)                                                     | Germanotta Burns Tucker                                                                                      | 3:49    |  |
| 11.            | "Sine from Above" (Chester Lockhart, Mood Killer & Lil Texas remix; com Elton John) | Germanotta John Tucker Yacoub Rice Hedfors Klahr Ryan Tedder Sebastian Ingrosso Vincent Ponte Salem Al Fakir | 4:10    |  |
| 12.            | "1000 Doves" (Planningtorock remix)                                                 | Germanotta Tucker Yacoub Bresso                                                                              | 5:05    |  |
| 13.            | "Babylon" (Bree Runway & Jimmy Edgar remix)                                         | Germanotta Tucker Burns                                                                                      | 2:48    |  |
| 14.            | "Babylon" (Haus Labs Version)                                                       | Germanotta Tucker Burns                                                                                      | 3:01    |  |
| Duração total: | Duração total:                                                                      | Duração total:                                                                                               | 49:49   |  |

## Histórico de lançamento
| Região | Lançamento            | Formato (s)                      | Gravadora (s)         | Ref. |
| ------ | --------------------- | -------------------------------- | --------------------- | ---- |
| Vários | 3 de setembro de 2021 | Digital download streaming vinil | Interscope Streamline | -    |